# Hemisekcja
Hemisekcja – zabieg stomatologiczny przeprowadzany w zębach  wielokorzeniowych (najczęściej zęby trzonowe) zniszczonych i złamanych, często ze stanem zapalnym. Zabieg polega na leczeniu endodontycznym, separacji i usunięciu w znieczuleniu miejscowym jednego (albo więcej) korzenia zęba wraz z częścią korony zęba, przy pozostawieniu w jamie ustnej pozostałych korzeni. Najczęściej przeprowadzany łącznie z osteotomią. Taki ząb najczęściej wymaga odbudowy protetycznej.
Zabieg ten wskazany jest, gdy występują zmiany okołowierzchołkowe przy korzeniach, kiedy samo leczenie endodontyczne nie jest już wystarczające. Kolejnymi wskazaniami są problemy periodontologiczne (np. ubytek kości) i złamanie pionowe zęba lub korzenia.